# John Chetwynd
John Chetwynd (zm. 1767) – brytyjski dyplomata.
W latach 1706–1713 był brytyjskim posłem nadzwyczajnym w Turynie. Po powrocie do Anglii zajął się polityką. Był w latach 1715–1722 posłem Izby Gmin z okręgu St. Mewes. 
Jego młodszym bratem był również dyplomata William Richard Chetwynd (zm. 1770).